# Jing (Xuancheng)
Jing (en chino, 泾; pinyin, Jīng) es un condado  bajo la administración directa de la Prefectura Xuancheng en la Provincia de Anhui, República Popular China.  Su área es de 2033 km² y su población total para 2010 superó los 300 mil habitantes. 

## Administración
Desde julio de 2020, el  Condado Jing se divide en 11 pueblos que se administran en 9  poblados y 2 villas.